# Dear Esther
Dear Esther ist ein First-Person-Adventure, das von dem britischen Indiestudio The Chinese Room entwickelt wurde. Aufgrund des experimentellen Gameplays, das kaum vorhandene Interaktionsmöglichkeiten aufweist, gilt das Spiel als Begründer des als Walking Simulator bezeichneten Spielgenres.
Geistiger Nachfolger ist das Spiel Everybody’s Gone to the Rapture.

## Handlung und Gameplay
Das Spiel beginnt an der Küste einer einsamen Hebrideninsel. Der Spieler als lost man folgt dem Pfad entlang der Küste vorbei an einem Leuchtturm, Stacs, einem Steinkreis, Schiffswracks und verfallenen Bothies, bis er durch ein mystisch anmutendes Höhlensystem mit biolumineszenten Pilzen schließlich den Weg hinauf zu einem Antennenturm antritt. Während des Laufens über die Insel liest der lost man Brieffragmente vor, die an eine Esther gerichtet sind. Die Informationsstücke und die überall am Wegesrand zu findenden Hinweise (verbeulte Autotüren und Achsen, blutiges Operationsbesteck und Defibrillator) lassen auf einen Autounfall schließen, bei dem Esther gestorben ist. Das Spiel endet schließlich mit dem Sprung des lost man von dem Turm. Kurz vor Auftreffen auf dem Boden verwandelt sich der Spieler in einen Vogel, der über die Küste und die im Wasser schwimmenden, als Papierboote gefalteten Briefe hinwegschwebt.
Im Spiel selbst gibt es kaum Interaktionsmöglichkeiten. Der Spieler kann lediglich laufen, sich umschauen und an für ihn interessante Objekte heranzoomen. Alle weiteren Interaktionsmöglichkeiten, die sonst in der First-Person-Perspektive üblich sind (Rennen, Springen, Schwimmen etc.) sind nicht möglich. Es ist jedoch möglich, durch Ertrinken oder Fallen von der Klippe zu sterben. Die Briefe werden an bestimmten Stellen des Weges vorgelesen, können aber jeweils bis zu vier verschiedene Textvarianten aufweisen. Die Auswahl erfolgt zufällig, genau wie die Platzierung einiger Objekte entlang des Weges. Dadurch hat der Spieler für jeden Spieldurchlauf einen anderen Interpretationsraum für die Hintergrundgeschichte (z. B. kann der Spieler in einer verlassenen Bothy eine Sonografie finden, die die Interpretation zulässt, dass Esther während des Unfalls schwanger war).

## Entwicklung
Die Entwicklung von Dear Esther begann 2008 als Half-Life-2-Mod in der Source-Engine. Nach großem Erfolg der Mod begann die Neu-Entwicklung wiederum in der Source-Engine und die anschließende kommerzielle Veröffentlichung als selbständiges Spiel. Der Erzähler im Spiel ist Nigel Carrington.
Aufgrund von Lizenzproblemen und technischen Schwierigkeiten mit der Source-Engine wurde diese durch die Unity Engine ersetzt. Diese Version erschien unter dem Titel Dear Esther: Landmark Edition am 14. Februar 2017.

## Rezeption
Dear Esther erhielt gemischte bis positive Bewertungen. Die Rezensionsdatenbank Metacritic aggregiert 37 Rezensionen zu einem Mittelwert von 75.
In der Presse wurde vor allem die innovative Spielmechanik und der Soundtrack von Jessica Curry gewürdigt.

A beautiful and thought-provoking piece of work. It is oil painting, poetry, eulogy and video game all at once. And it’s never less than fascinating.

„Ein schönes und zum Nachdenken anregendes Werk. Es ist Ölgemälde, Poesie, Lobrede und Videospiel auf einmal. Und es ist nie weniger als faszinierend.“

„Das Meisterwerk ‚Dear Esther’ ist kein Spiel mehr, sondern vielmehr ein Storytelling-Experiment – und Aushängeschild für eine professionalisierte Indie-Games-Szene.“

Nur eine Woche nach dem Release wurden bereits über 50.000 Exemplare über die Online-Plattform Steam verkauft.
Dear Esther wurde 2013 in den Kategorien Debut Game, British Game, Artistic Achievement, Performer und Audio Achievement für die BAFTA Video Games Awards nominiert.